# Tomas Asklund
Tomas Asklund (28 gennaio 1970) è un batterista svedese.
Ha militato in diversi gruppi di metal estremo svedese, soprattutto black e death metal.

## Carriera
Iniziò la carriera nel 1996 entrando a far parte del gruppo black metal svedese Dark Funeral, con cui registrò il disco Vobiscum Satanas e l'EP In the Sign..., prima di lasciare la band. Nel 1999 si unì al gruppo black metal svedese Dawn, senza però partecipare a registrazioni, e nel 2000 pubblicò il disco Peccata Mundi con la band symphonic black metal Necromicon, sotto il nome di Alzamon.
Dopo aver registrato nel 2002 un EP con gli Infernal dal titolo Summon Forth the Beast, Asklund fu chiamato a far parte della riunione dei Dissection, apparendo di conseguenza nell'ultimo lavoro Reinkaos e negli album live Rebirth of Dissection, Live in Stockholm 2004 e Live Rebirth.
Dal 2007 è il nuovo batterista dei Gorgoroth, con cui ha pubblicato nel 2009 Quantos Possunt ad Satanitatem Trahunt e con cui effettuerà nel 2011 la riregistrazione completa di Under the Sign of Hell.

## Discografia
Con i Dark Funeral
=Album in studio=
- 1998 - Vobiscum Satanas

EP
- 2000 - In the Sign...

Con i Necromicon
Album in studio
- 2000 - Peccata Mundi

Con gli Infernal
EP
- 2002 - Summon Forth the Beast

Con i Dissection
Album in studio
- 2006 - Reinkaos

Album live
- 2006 - Rebirth of Dissection
- 2009 - Live in Stockholm 2004
- 2010 - Live Rebirth

Singoli
- 2004 - Maha Kali
- 2006 - Starless Aeon

Con i Gorgoroth
Album in studio
- 2009 - Quantos Possunt ad Satanitatem Trahunt
- 2015 – Instinctus Bestialis

Altre apparizioni

- 2002 - Infernal, Summon Forth the Beast - ingegneria del suono
- 2004 - Dissection, Maha Kali - ingegneria del suono
- 2009 - Gorgoroth, Quantos Possunt ad Satanitatem Trahunt - ingegneria del suono, mastering, missaggio
- 2010 - Infernal, The Infernal Return - batteria